# Quex
Quex è stato un periodico politico italiano clandestino fondato nel 1978 da esponenti della destra eversiva italiana come Fabrizio Zani, Mario Tuti, Maurizio Murelli, Edgardo Bonazzi e Angelo Izzo.

## Il titolo
Il titolo Quex era ispirato al soprannome del protagonista del film di propaganda nazista Hitlerjunge Quex: Ein Film vom Opfergeist der deutschen Jugend, del 1933; il film era a sua volta basato sul romanzo Der Hitlerjunge Quex ("Il giovane hitleriano Quex") di Karl Aloys Schenzinger e si ispirava alle vicende di Herbert Norkus, un membro della Gioventù hitleriana ucciso nel 1932 da comunisti tedeschi.

## Storia editoriale
Uscita con cadenza irregolare tra il 1978 e il 1981, la rivista aveva tra i suoi collaboratori detenuti dell'estrema destra ed era ispirata agli ideali di Franco Freda espressi nel suo saggio La disintegrazione del sistema.
Si trattava di una testata clandestina, pubblicata per cinque numeri, distribuita su fogli dattiloscritti e ciclostilati, con il supporto tecnico di Mario Guido Naldi e Giovanna Cogolli, due militanti di Bologna. Il primo era il titolare della casella postale a cui i detenuti spedivano gli articoli, la seconda batteva a macchina questi ultimi.
Fin dal primo numero era presente la rubrica "Écrasez l'infâme" ("schiacciate l'infame"), il cui scopo era smascherare i traditori o gli infiltrati, ovvero causarne l'annientamento morale ed eventualmente l'eliminazione fisica. Il primo a essere additato come tale fu Marco Affatigato, seguito poi da Giorgio Muggiani e da Maurizio Di Giovine. Successivamente venne additato lo stesso ispiratore della rivista, Franco Freda, accusato di coinvolgimento con i servizi segreti italiani, il quale verrà aggredito da alcuni esponenti di estrema destra all'interno del carcere di Trani. Erano presenti articoli e espliciti pareri che fecero porre la rivista come portavoce teorico dello spontaneismo armato, in cui si mostrò ammirazione e l'esaltazione per le azioni di diversi gruppi armati, comprese le Brigate Rosse.
Nel numero del 1º marzo 1981 erano contenute considerazioni sulle stragi terroristiche compiute in Italia, e si affermava che "il mondo neofascista è stato il capro espiatorio predestinato di una strategia di potere". Questo numero va però ricordato perché nella rubrica "Écrasez l'infâme" si definiva come traditore Ermanno Buzzi, l'unico condannato all'ergastolo per la Strage di Piazza della Loggia a Brescia.
Il mese successivo Buzzi venne strangolato da Mario Tuti e Pierluigi Concutelli nel carcere di Novara. L'ultimo numero, datato 13 aprile 1981, riferiva il fatto dicendo che "la strumentalizzazione dei fatti di Brescia, la turpe condotta e la provocata rovina morale e giudiziaria di diversi giovani erano per noi addebiti tali da fargli meritare la morte, a prescindere dalla già sufficiente ragione rappresentata dalla sua attività di delatore e agente provocatore".
Mario Guido Naldi, che stampava e distribuiva la rivista, fu arrestato il 16 aprile 1981 in seguito alla "condanna a morte" di Buzzi apparsa sul numero di Quex del mese precedente. Assieme ad altri collaboratori del periodico fu incriminato e processato per istigazione a delinquere e apologia di reato nel 1989. In quell'occasione (processo di primo grado) fu condannato assieme a Mario Tuti ed Edgardo Bonazzi.